# Gracciano
Gracciano d'Elsa is een plaats (frazione) in de Italiaanse gemeente Colle di Val d'Elsa.